# Église Saint-Laurent du Haut de Belmont
Pour les articles homonymes, voir Église Saint-Laurent.
L'église Saint-Laurent du Haut de Belmont est une église catholique située à Domfaing, dans le département des Vosges, en France.

## Localisation
L'église est située au lieu-dit du Haut de Belmont à 444 m d'altitude.

## Histoire
La paroisse de Belmont, sous le patronage de saint Laurent, dépendait de l'église principale de Champ-le-Duc. Reconstruite quasiment entièrement en 1733, elle a été édifiée à l'emplacement d'une église romane antérieure, dont seule la tour subsiste aujourd'hui.
Le clocher a été inscrit sur l'Inventaire supplémentaire des monuments historiques par arrêté du 16 mars 1926.

## Description

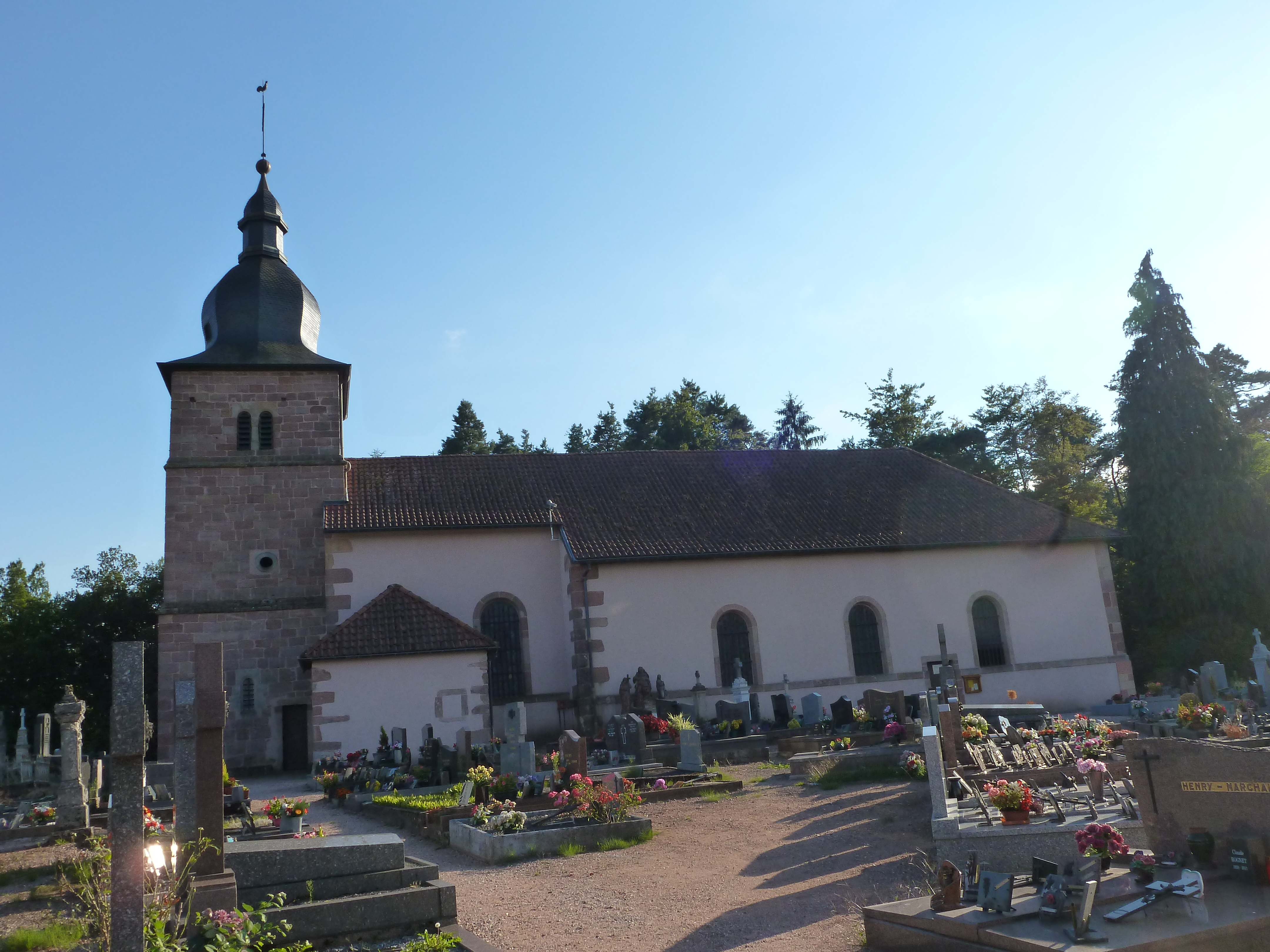
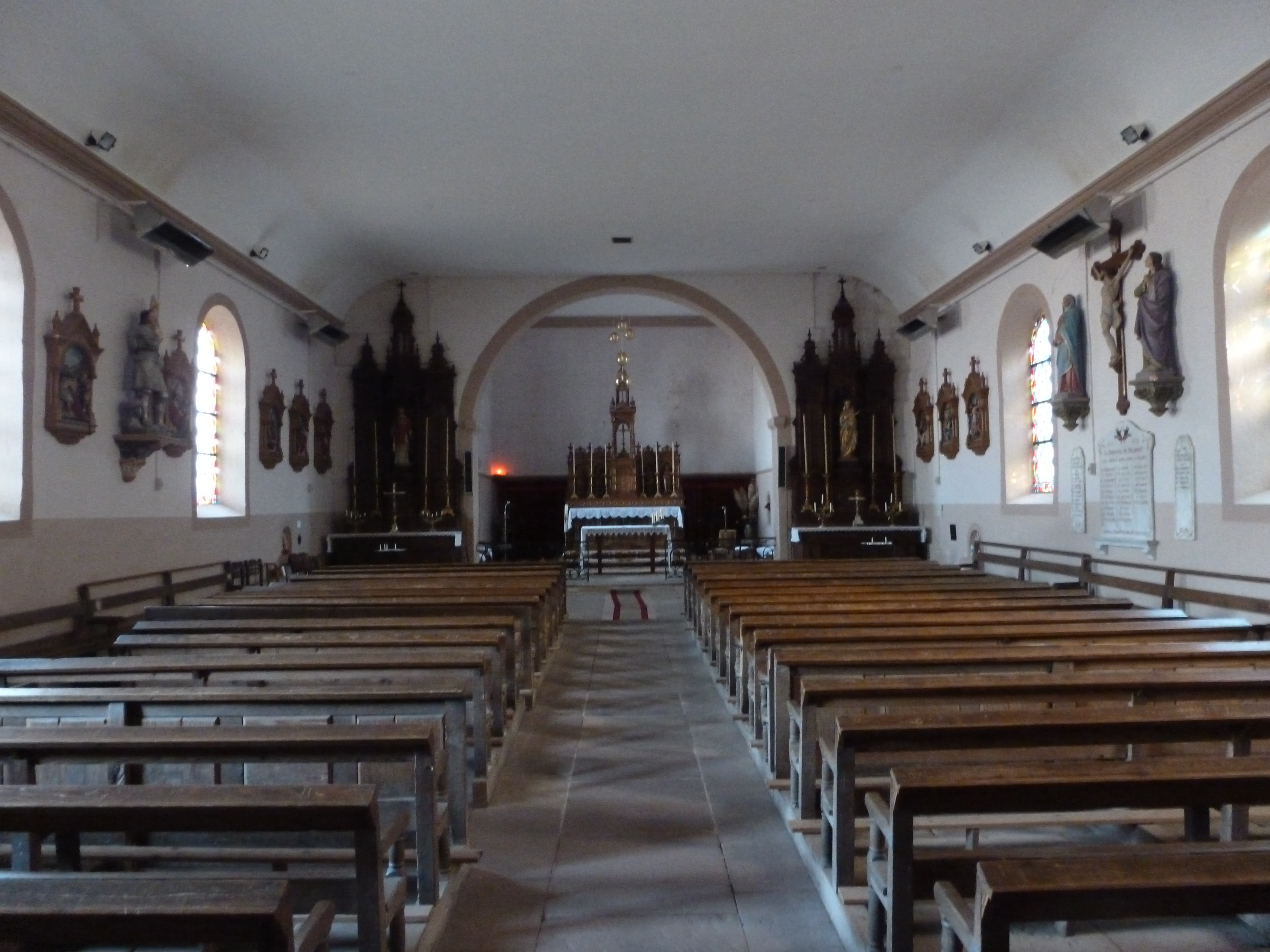